# Adolphe Inza
Pas d'image ? Cliquez ici

a Compétitions nationales et continentales officielles uniquement.

Adolphe Inza, né le 11 février 1918 à Mont-de-Marsan (Landes) et mort le 13 octobre 1968 à Bordeaux (Gironde), est un joueur français de rugby à XV et de rugby à XIII évoluant au poste de talonneur des années 1930 à 1950.
Son frère ainé, François Inza, est également joueur de rugby à XV.

## Biographie
Adolphe Inza naît le 11 février 1918 à Mont-de-Marsan dans le département français des Landes.
Son frère ainé, François Inza, joue au rugby à XV.
Il meurt le 13 octobre 1968 à Bordeaux en Gironde dans un accident de la circulation cours Victor-Hugo.

## Palmarès
- Collectif :
  - Vainqueur du Championnat de France : 1954 (Bordeaux).
  - Finaliste de la Coupe de France : 1956 (Bordeaux).

### Statistiques
| Saison    | Saison           | Championnat           | Championnat | Coupe           | Coupe      |
| Saison    | Saison           | Comp.                 | Class.      | Comp.           | Class.     |
| --------- | ---------------- | --------------------- | ----------- | --------------- | ---------- |
| 1945-1946 | Paris rugby XIII | Championnat de France | ?           | Coupe de France | 1/8 finale |
| 1946-1947 | Paris rugby XIII | Championnat de France | 12e         | Coupe de France | 1/8 finale |
| 1947-1948 | Paris rugby XIII | Championnat de France | 13e         | Coupe de France | 1/2 finale |
| 1948-1949 | Bordeaux XIII    | Championnat de France | 6e          | Coupe de France | 1/2 finale |
| 1949-1950 | Bordeaux XIII    | Championnat de France | 8e          | Coupe de France | 1/8 finale |
| 1950-1951 | Bordeaux XIII    | Championnat de France | 11e         | Coupe de France | 1/8 finale |
| 1951-1952 | Bordeaux XIII    | Championnat de France | 6e          | Coupe de France | 1/8 finale |
| 1952-1953 | Bordeaux XIII    | Championnat de France | 1/2 finale  | Coupe de France | 1/4 finale |
| 1953-1954 | Bordeaux XIII    | Championnat de France | Champion    | Coupe de France | 1/4 finale |
| 1954-1955 | Bordeaux XIII    | Championnat de France | 8e          | Coupe de France | 1/8 finale |
| 1955-1956 | Bordeaux XIII    | Championnat de France | 7e          | Coupe de France | Finaliste  |
| 1956-1957 | Bordeaux XIII    | Championnat de France | 11e         | Coupe de France | 1/8 finale |